# Gerry M. Roxas

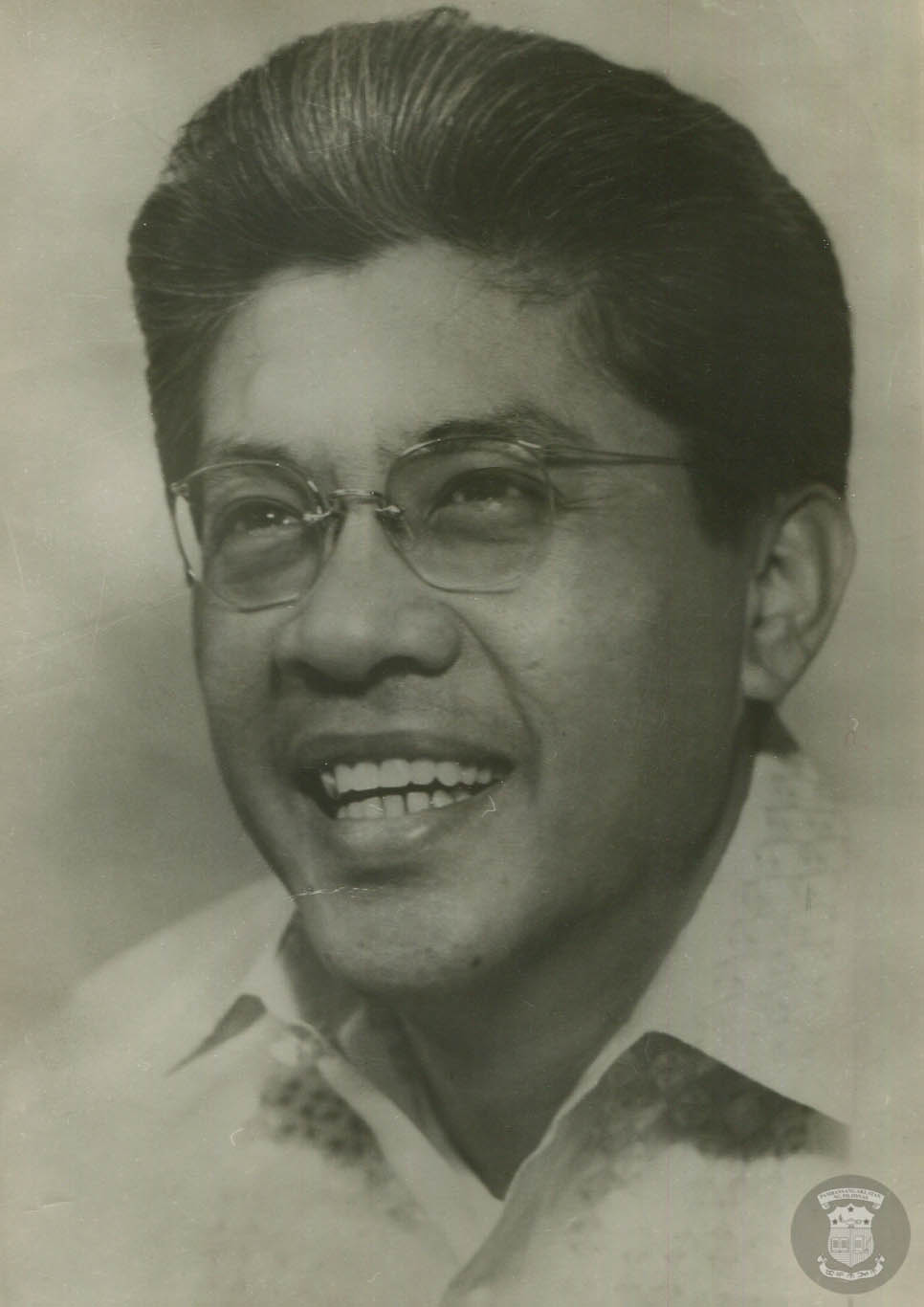
Gerardo "Gerry" Roxas

Gerardo „Gerry“ Manuel de Leon Roxas, Sr. (* 25. August 1925 (nach anderen Quellen: 1924) in Manila; † 19. April 1982 in New York City) war ein philippinischer Politiker.

## Biografie
Der Sohn des ehemaligen Präsidenten Manuel Roxas absolvierte nach dem Besuch der De La Salle College Elementary School die Augusta Military Academy in Virginia. Nach Beendigung der Ateneo de Manila High School studierte er Rechtswissenschaft an der University of the Philippines. Er war auch Mitglied der Studentenverbindung Upsilon Sigma Phi North America, Inc., aus der zahlreiche führende Politiker der Philippinen hervorgingen. Dort engagierte er sich als Studentenvertreter und war nach der Zulassung 1949 als Rechtsanwalt in einer gemeinsamen Rechtsanwaltskanzlei mit dem späteren Richter am Obersten Gericht Abraham Sarmiento tätig.
Seine politische Laufbahn begann er als Kandidat der Liberal Party 1957 mit der Wahl zum Abgeordneten des Repräsentantenhauses. Dort vertrat er nach seiner Wiederwahl 1961 bis 1963 den 1. Wahlbezirk von Capiz. Während seiner Mitgliedschaft im Repräsentantenhaus wurde er jährlich von der Philippines Free Press zu einem der zehn besten Parlamentariern gewählt. Während dieser Zeit war er von 1961 bis 1963 Vorsitzender des Wirtschaftsausschusses sowie der Gemeinsamen Steuer-Kommission von Legislative und Exekutive. In dieser Funktion war er auch Herausgeber der List of Philippine tax laws, 1946-1965 (1966). Daneben war er zugleich Vize-Vorsitzender des einflussreichen Ausschusses für Bewilligungen (Committee on Appropriations) sowie Mitglied der Ausschüsse für Gute Regierung und für Ernennungen. 

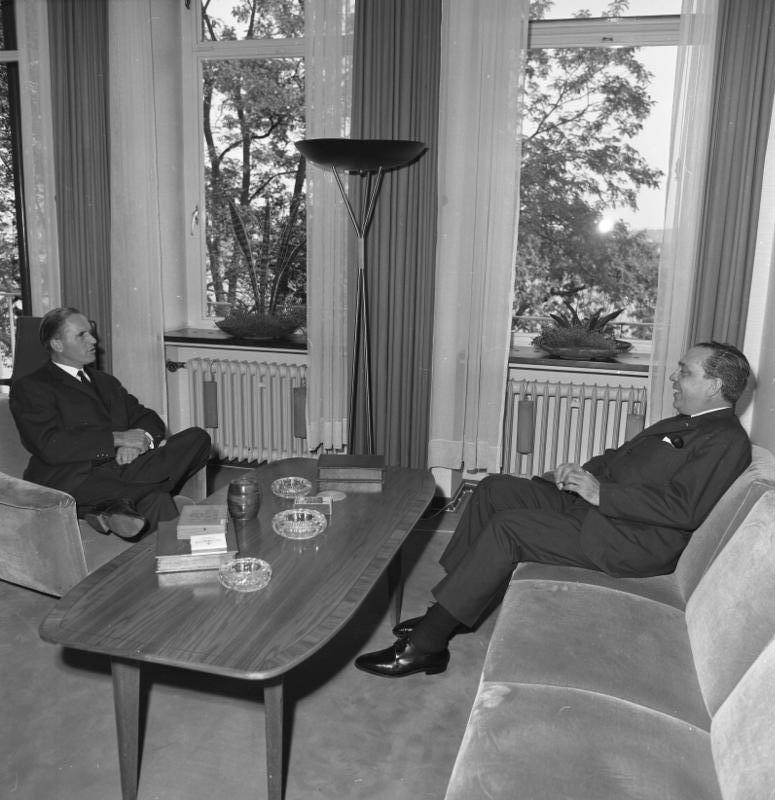
Karl Carstens mit Gerardo Roxas in Bonn (1964)

1963 wurde er mit dem bis dahin besten Wahlergebnis zum Mitglied des Senats gewählt und setzte auch als solcher seine Gesetzesinitiativen fort. Im September 1964 stattete er der Bundesrepublik Deutschland einen Besuch ab und traf dabei auf den späteren Bundespräsidenten und damaligen Staatssekretär im Auswärtigen Amt, Karl Carstens.
Bei den Präsidentschaftswahlen 1965 kandidierte er für die Liberal Party als Vizepräsidentschaftskandidat an der Seite von Diosdado Macapagal. Dabei unterlag er jedoch gegen Fernando López, dem Vizepräsidenten der Nacionalista Party von Ferdinand Marcos. Dieser erhielt 57,14 Prozent der Stimmen, während Roxas 40,04 Prozent bekam. Nach anderen Quellen bestand nur ein geringer Stimmenunterschied von 26.724 Stimmen, wobei López 3.531.550 Stimmen erhielt und Roxas 3.504.826 Wählerstimmen.
Roxas wurde zwar 1969 wieder zum Senator gewählt, war aber der einzige Vertreter der Liberal Party im Senat und damit zugleich bis zur Auflösung des Senats im Zuge des im September 1972 durch Präsident Marcos verhängten Kriegsrechts Minderheitsführer (Minority Floor Leader) und somit Führer der Opposition. Zwischen dem 10. Mai 1969 und seinem Tod war er neben dem früheren Sprecher des Repräsentantenhauses Cornelio Villareal Co-Vorsitzender der Liberal Party.
Im Januar 1980 wurde er Co-Vorsitzender der United Nationalist Democratic Organization (UNIDO), einem vereinigten Oppositionsbündnis gegen Diktator Marcos.
Gerardo Roxas ist Vater von Senator Mar Roxas, der 2010 ebenfalls erfolglos für das Amt des Vizepräsidenten kandidierte, sowie von Gerardo Roxas junior, der zwischen 1987 und 1992 ebenfalls Abgeordneter des Repräsentantenhauses war.